# Politikåret 1889

## Händelser
- 4 mars – Benjamin Harrison tillträder som USA:s president.[1]
- 13 juli – Emil Stang efterträder Johan Sverdrup som Norges statsminister.[2]
- 12 oktober – Gillis Bildt avgår som Sveriges statsminister och ersätts av Gustaf Åkerhielm.[3]
- 2 november – North Dakota.[4] och South Dakota.[5] blir delstater i USA
- 8 november – Montana blir delstat i USA.[6]
- 11 november – Washington blir delstat i USA.[7]
- 15 november – Republiken Brasilien utropas.[8]

## Organisationshändelser
- 19-22 april – Sveriges socialdemokratiska arbetareparti bildas i Stockholm i Sverige.[9]

## Födda
- 14 november – Jawaharlal Nehru, indisk politiker, premiärminister 1947–1964.
- 24 november – Zalman Shazar, israelisk poet och politiker, president 1963–1973.

## Avlidna
- 6 december – Jefferson Davis, amerikansk politiker, USA:s krigsminister 1853–1857, CSA:s president 1862–1865.

### Fotnoter
1. ↑  ”United States of America” (på engelska). World Statesmen. http://www.worldstatesmen.org/United_States.html. Läst 28 juli 2015.
2. ↑  ”Norway” (på engelska). World Statesmen. http://www.worldstatesmen.org/Norway.htm. Läst 29 juli 2015.
3. ↑  ”Sweden” (på engelska). World Statesmen. http://www.worldstatesmen.org/Sweden.html. Läst 28 juli 2015.
4. ↑  ”North Dakota” (på engelska). World Statesmen. http://www.worldstatesmen.org/US_states_N.html#ND. Läst 28 juli 2015.
5. ↑  ”South Dakota” (på engelska). World Statesmen. http://www.worldstatesmen.org/US_states_S-U.html#South-Dakota. Läst 28 juli 2015.
6. ↑  ”Montana” (på engelska). World Statesmen. http://www.worldstatesmen.org/US_states_L-M.html#Montana. Läst 28 juli 2015.
7. ↑  ”Washington” (på engelska). World Statesmen. http://www.worldstatesmen.org/US_states_V-W.html#Washington. Läst 28 juli 2015.
8. ↑  ”Brazil” (på engelska). World Statesmen. http://www.worldstatesmen.org/Brazil.html. Läst 28 juli 2015.
9. ↑  ”Vår historia”. Sveriges socialdemokratiska arbetareparti. Arkiverad från originalet den 7 oktober 2014. https://web.archive.org/web/20141007132135/http://www.socialdemokraterna.se/pageDirectory/366089/historia.pdf. Läst 28 juli 2015.